# Caliópio (conde)
Caliópio (em latim: Calliopius) foi um oficial bizantino do século V, ativo no reinado do imperador Anastácio I Dicoro (r. 491–518). Era parente do prefeito pretoriano do Oriente Hiério que nomeou-o em cerca de 494 como conde do Oriente. Na posição, quando estava em seu pretório em Antioquia, foi atacado pela facção Verde do hipódromo e teve que fugir, sendo substituído por Constâncio. Quiçá pode ser identificado com o homem claríssimo homônimo ou o prefeito pretoriano vacante homônimo.